# 伊朗板塊
伊朗板塊（Iranian Plate）是位於歐亞大陸板塊、印度板塊和阿拉伯板塊之間的三角形板塊，有人認為它是歐亞大陸板塊的一部分，位於伊朗和部分巴基斯坦、阿富汗和伊拉克地區，阿拉伯板塊沉入伊朗板塊造成災難性地震。